# Laurie Rose (Schauspielerin)
Laurie „Mesmera“ Rose (* in Albuquerque, New Mexico) ist eine US-amerikanische Schauspielerin, Bauchtänzerin und Schlangentänzerin, die seit 1971 in unregelmäßigen Abständen in Fernseh- und Filmproduktionen mitwirkt. Unter dem Namen Jennifer Brooks wirkte sie in einigen R-Rating-Filmen mit.

## Leben
Rose wurde in Albuquerque geboren. Ihr Schauspieldebüt gab sie 1971 in dem Film Snatched Women. Unter dem Namen Jennifer Brooks spielte sie Hauptrollen in den Filmen The Abductors und The Adult Version of Jekyll & Hide von 1972. 1974 war sie im Film Sadomona – Insel der teuflischen Frauen in der Rolle der Janette zu sehen. Ab den 1980er Jahren gingen ihre Filmbesetzungen merklich zurück. Sie beherrscht mehrere orientalische Tänze und war als Bauch- oder Schlangentänzerin unter dem Namen Mesmera beschäftigt. Sie war in den Filmen Magic Movie, Extreme Vengeance und Spaceshift sowie in einzelnen Episoden der Fernsehserien Polizeirevier Hill Street, Fame – Der Weg zum Ruhm, Gimme a Break! und Mama’s Family in dieser Funktion zu sehen.
Vom 5. April 1970 bis zum 20. Oktober 1973 war sie mit dem kanadischen Filmregisseur Bill Davis verheiratet. Die Ehe blieb kinderlos.

## Filmografie
- 1971: Snatched Women
- 1972: The Abductors
- 1972: The Hot Box
- 1972: The Adult Version of Jekyll & Hide
- 1972: The Woman Hunt
- 1972: FBI (The F.B.I.) (Fernsehserie, Episode 8x10)
- 1972: The Suckers
- 1973: The Roommates
- 1973: Adam-12 (Fernsehserie, Episode 6x11)
- 1974: Sadomona – Insel der teuflischen Frauen (Policewomen)
- 1974: The Working Girls
- 1976: Blood Voyage
- 1981: Polizeirevier Hill Street (Hill Street Blues) (Fernsehserie, Episode 1x15)
- 1982: Fame – Der Weg zum Ruhm (Fame) (Fernsehserie, Episode 2x04)
- 1983: Gimme a Break! (Fernsehserie, Episode 2x16)
- 1988: Magic Movie (The Wizard of Speed and Time)
- 1990: Extreme Vengeance
- 1990: Mama’s Family (Fernsehserie, Episode 6x17)
- 1992: Spaceshift (Waxwork II: Lost in Time)
- 1996: Versteckte Sinnlichkeit (Secret Places)
- 2001: Ticker
- 2002: Jumper